# La grande strage dell'impero del sole
La grande strage dell'impero del sole è un film del 1969 diretto da Irving Lerner, ispirato ad un lavoro teatrale The Royal Hunt of the Sun di Peter Shaffer, che tratta la conquista dell'impero Inca nel XVI secolo, da parte degli Spagnoli.

## Trama
Racconta della conquista spagnola del Perù alla ricerca di favolosi tesori grazie al benestare del re di Spagna, Carlo V. 

Francisco Pizarro arrivato nella terra dominata dagli Incas chiede all'imperatore Atahualpa, dopo averlo imprigionato, di convertirsi e fornire alla Spagna oro ed argento con i quali avrebbe abbellito le città spagnole, in cambio avrebbe risparmiato il popolo Incas. L'imperatore acconsentì e in Spagna ne arrivarono immense quantità. Pizarro però non mantenne la sua promessa e Atahualpa fu giustiziato mediante garrota.